# 沃克冰川
73°38′S 94°18′W / 73.633°S 94.300°W
沃克冰川（英語：Walk Glacier）是南極洲的冰川，位於埃爾斯沃思地，發源自克里斯托弗森高地，流經瓊斯山，由明尼蘇達大學繪入地圖，現時由南極條約體系管理。